# ويندوز 3.1
ويندوز 3.1. x (بالإنجليزية: Windows 3.1x)‏ هو سلسلة من نظم التشغيل الـ 16 بت من إنتاج مايكروسوفت للاستخدام في الحواسب الشخصية. تبدأ السلسلة بويندوز 3.1 الذي تلا ويندوز 3.0 وبدأ بيعه في مارس 1992. وظهرت إصدارات أخرى منه فيما بين 1992 و1994، حتى انتهت السلسلة بظهور ويندوز 95.

## ويندوز 3.1
في أبريل عام 1992 أطلقت شركة مايكروسوفت ويندوز 3.1 الذي لاقى نجاحًا باهرًا حيث بيع 3 ملايين نسخة منه بعد مرور أقل من ستة أسابيع على طرحه في الأسواق.
ولم يأت وبندوز 3.1 بتغييرات جوهرية عن سلفه إلا في حدود ضيقة، أهمها أن ويندوز لم يعد يعمل في الطور الحقيقي (بالإنجليزية: Real Mode)‏ وبهذا أصبح من الضروري أن يعمل على أجهزة بمعالجات 286 أو أعلى. أضيفت مجموعة برامجية جديدة إلى إدارة البرامج (بالإنجليزية: Program Manager)‏ باسم بدء التشغيل (بالإنجليزية: Startup)‏ يمكن فيها وضع البرامج التي يريد المستخدم أن تبدأ العمل فور تشغيل نظام ويندوز. أضافت شركة مايكروسوفت أيضًا الدعم لبطاقات الصوت، كما ظهرت شاشات التوقف (بالإنجليزية: Screen Saver)‏ لأول مرة، وتم تحسين إمكانية إزالة وإضافة مكونات ويندوز وأضيف الدعم لخطوط تنسيق الخطوط (بالإنجليزية: True Type)‏. ومع ويندوز 3.1 أصبح ويندوز يمثل بيئة عمل حقيقية للتطبيقات وظهرت الآلاف من البرامج التي تم تطويرها خصيصا للعمل من خلاله.

## ويندوز إن تي 3.1
في أغسطس عام 1993 أعلنت شركة مايكروسوفت عن إطلاق نظامها الجديد ويندوز إن تي 3.1 (بالإنجليزية: Windows NT 3.1)‏ الذي جاء بواجهة عمل متطابقة تقريبًا مع نظام ويندوز 3.1 ولكن دون الحاجة إلى وجود نظام دوس، كما كان أول إصدار من إصدارات ويندوز تم تطويرها ببنية 32 بت، وبالتالي أصبح بإمكانه تشغيل تطبيقات 32 بت بكفاءة أعلى، وكان الهدف من إصداره تقديم نظام تشغيل قوي للمستخدمين في الشركات والمؤسسات الذين تعمل أجهزتهم في شبكة محلية (LAN)، وبالتالي احتوى على العديد من أدوات مشاركة الملفات والطابعات وإدارة لمستخدمين داخل الشبكات، إضافة إلى أنه تميز بثبات أعلى من ويندوز 3.1 وبالتالي أصبح مؤهلاً لتشغيل التطبيقات الهامة.

## ويندوز 3.11 للمجموعات
في شهر نوفمبر من عام 1993 أعلنت شركة مايكروسوفت عن إصدار ويندوز 3.11 للمجموعات (بالإنجليزية: Windows 3.11 for Workgroups)‏ الذي قدم دعمًا مضمنًا لتشغيل أجهزة الكمبيوتر داخل الشبكات المحلية (LAN) وتواكب ذلك مع تزايد الاهتمام بالشبكات المحلية داخل الشركات والمؤسسات. وأصبح بإمكان مستخدمي ويندوز مشاركة الملفات والطابعات، كما أضيفت لويندوز مجموعة من التطبيقات التي تستفيد من الإمكانيات الجديدة، مثل برنامج بريد مايكروسوفت الذي يسمح بتبادل الرسائل والملفات داخل الشبكات المحلية، وبرنامج جدولة المشروع+ الذي يوفر إمكانية تنظيم المهام سواء على الصعيد الشخصي أو لمجموعة عمل داخل شبكة، كما ظهر لأول مرة برنامج At Work Fax الذي يسمح بإرسال رسائل الفاكس مباشرة سواء من خلال جهاز الكمبيوتر إذا كانت به بطاقة مودم أو من خلال خادم للفاكس خادم الفاكس على الشبكة المحلية. وحتى هذه الإصدارة لم يكن باستطاعة مستخدمي ويندوز الاتصال بشبكة الإنترنت بدون برامج إضافية لأن ويندوز لم يكن يقدم دعما لبرتوكول TCP/IP.